# (4831) Baldwin
(4831) Baldwin es un asteroide perteneciente al cinturón de asteroides, descubierto el 14 de septiembre de 1988 por Schelte John Bus desde el Observatorio Interamericano del Cerro Tololo, La Serena, Chile.

## Designación y nombre
Designado provisionalmente como 1988 RX11. Fue nombrado Baldwin en honor al geólogo estadounidense Ralph Baldwin por su pionero trabajo sobre los orígenes de impacto de los cráteres lunares, y demostró la importancia de los impactos en la historia geológica de la luna.

## Características orbitales
Baldwin está situado a una distancia media del Sol de 3,092 ua, pudiendo alejarse hasta 3,446 ua y acercarse hasta 2,737 ua. Su excentricidad es 0,114 y la inclinación orbital 0,264 grados. Emplea 1985 días en completar una órbita alrededor del Sol.

## Características físicas
La magnitud absoluta de Baldwin es 12,5. Tiene 18,381 km de diámetro y su albedo se estima en 0,057.